# Universidad Politécnica Televisión
Universidad Politécnica Televisión es un canal valenciano de televisión de difusión de la ciencia, la tecnología, el arte y la cultura de la Universidad Politécnica de Valencia. 
Su ámbito de emisión es el área metropolitana de Valencia a través de la red de cable digital del operador ONO (canal 989) y por internet a través de streams de diversas calidades.
Además del canal de televisión, el Área de Radio Televisión de la Universidad Politécnica de Valencia emite en el área metropolitana de Valencia un canal de radio universitaria en abierto (102,5 del dial de la ciudad de Valencia) y por internet en 2 calidades.
El objeto de ambos canales es múltiple, por una parte acercar a la población la ciencia, la tecnología, el arte y la cultura, por otra dar a conocer a la sociedad la Universidad Politécnica de Valencia y su actividad y por otra servir como herramienta de formación para los alumnos de la Universidad, completando la formación de los alumnos de carreras directa o directamente vinculadas al audiovisual y permitiendo la familiarización con los medios de comunicación de los alumnos en general.
La televisión comenzó a emitir la programación actual de 24 horas diarias en noviembre de 2003 (la radio empezó en marzo de 2002). En el bloque de programación de la televisión (8 horas que se repiten 3 veces al día) se incluyen entrevistas a miembros de la UPV, una tertulia de 1 hora sobre temas universitarios y un informativo de 10 minutos sobre la vida universitaria. También se difunden las conferencias y actos realizados en los salones de la Universidad (actos académicos, congresos, ponencias, conciertos, obras de teatro, etc..) Además se producen programas de divulgación sobre diversos temas (enología, aeronáutica, urbanismo, jardines, informática, nuevas tecnologías, etc..), documentales de divulgación científica y programas de entretenimiento, se incorporan cortos y videoclips creados por los alumnos y otra programación cultural y se realizan proyectos de investigación en nuevos formatos del audiovisual.
A la producción propia se añaden documentales, magazines, cortometrajes, debates, programas divulgativos, etc.. producidos por los demás socios de la ATEI (Asociación de Televisiones Educativas Iberoamericanas) de la que la Universidad Politécnica de Valencia forma parte, así como material aportado por diversas instituciones del entorno (La Generalitat Valenciana, la Diputación de Valencia y otros organismos locales y autonómicos). 
Por último se completa la programación con la conexión al informativo Euronews.